# Associação Olímpica de Itabaiana
Maillots
L'Associação Olímpica de Itabaiana est un club brésilien de football basé à Itabaiana dans l'État du Sergipe.

## Palmarès
- Championnat de l'État du Sergipe (10) :
  - Champion : 1969, 1973, 1978, 1979, 1980, 1981, 1982[1], 1997, 2005 et 2012